# Мон-де-Ка
Мон-де-Ка (фр. Mont des Cats) — неварёный прессованный французский сыр из коровьего молока.

## История
Сыр изобрели в 1816 году монахи-трапписты из аббатства Врат Спасения (фр. Abbaye de Port du Salut) в департаменте Майен.

## Изготовление
Мон-де-Ка созревает во влажном погребе на протяжении 2-х месяцев. В процессе созревания сыр промывают рассолом, который содержит естественный краситель из семян аннато, благодаря чему он приобретает оранжевый цвет.
В год производится около 220 тонн сыра Мон-де-Ка.

## Описание
Головка сыра, покрытая отмытой корочкой золотистого цвета, имеет форму круга диаметром 20 см и толщиной 4-5 см, вес около 1,8 кг. Жирность 40 — 45 %. Полутвёрдая мякоть оранжевого цвета имеет небольшие дырочки. У сыра нежный приятный вкус.
Мон-де-Ка лучше всего сочетается с сухими белыми мускатными винами или белым Graves. Сыр также употребляют с утренним кофе.